# 拖鞋

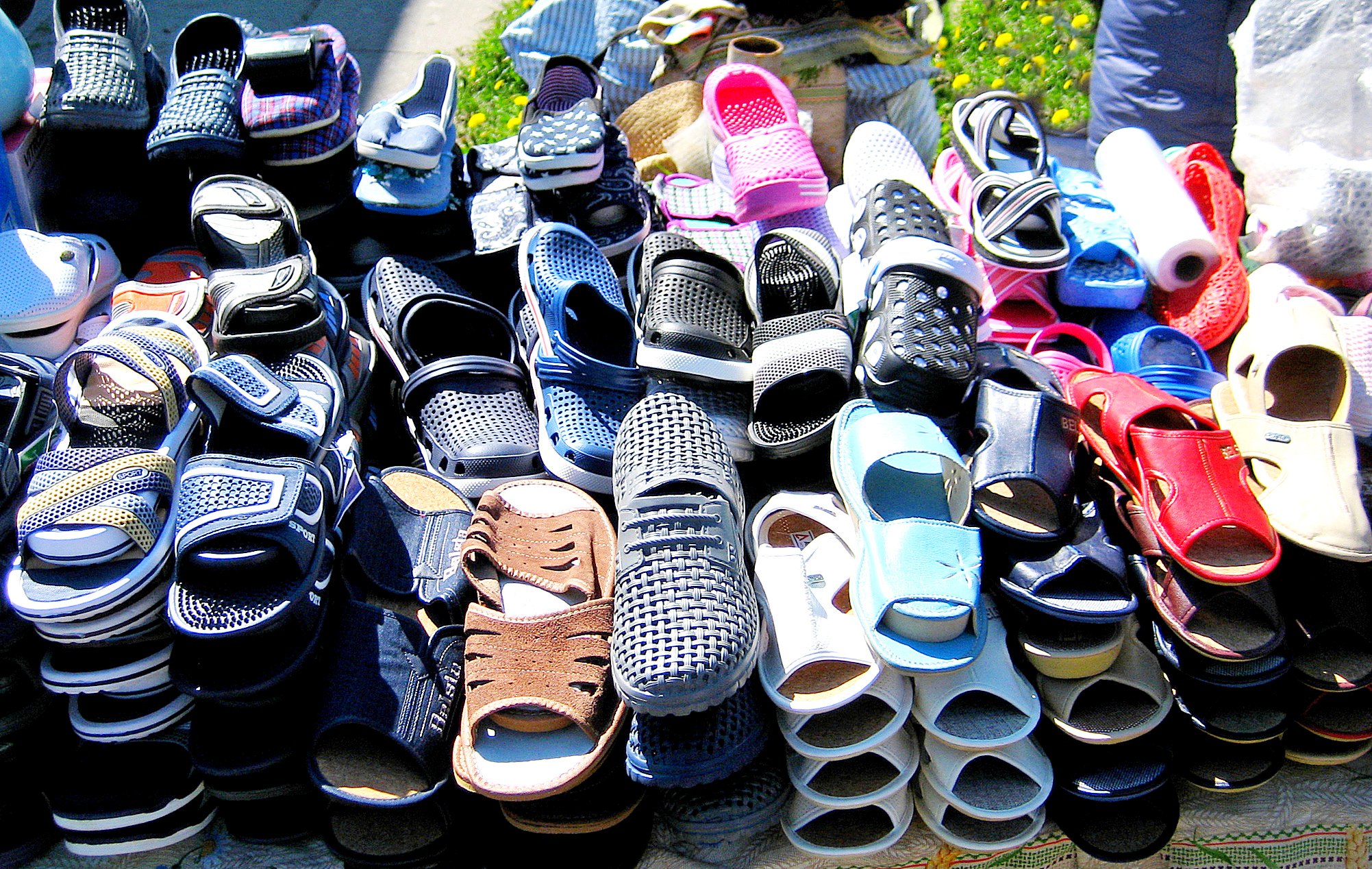
摆卖拖鞋的摊子

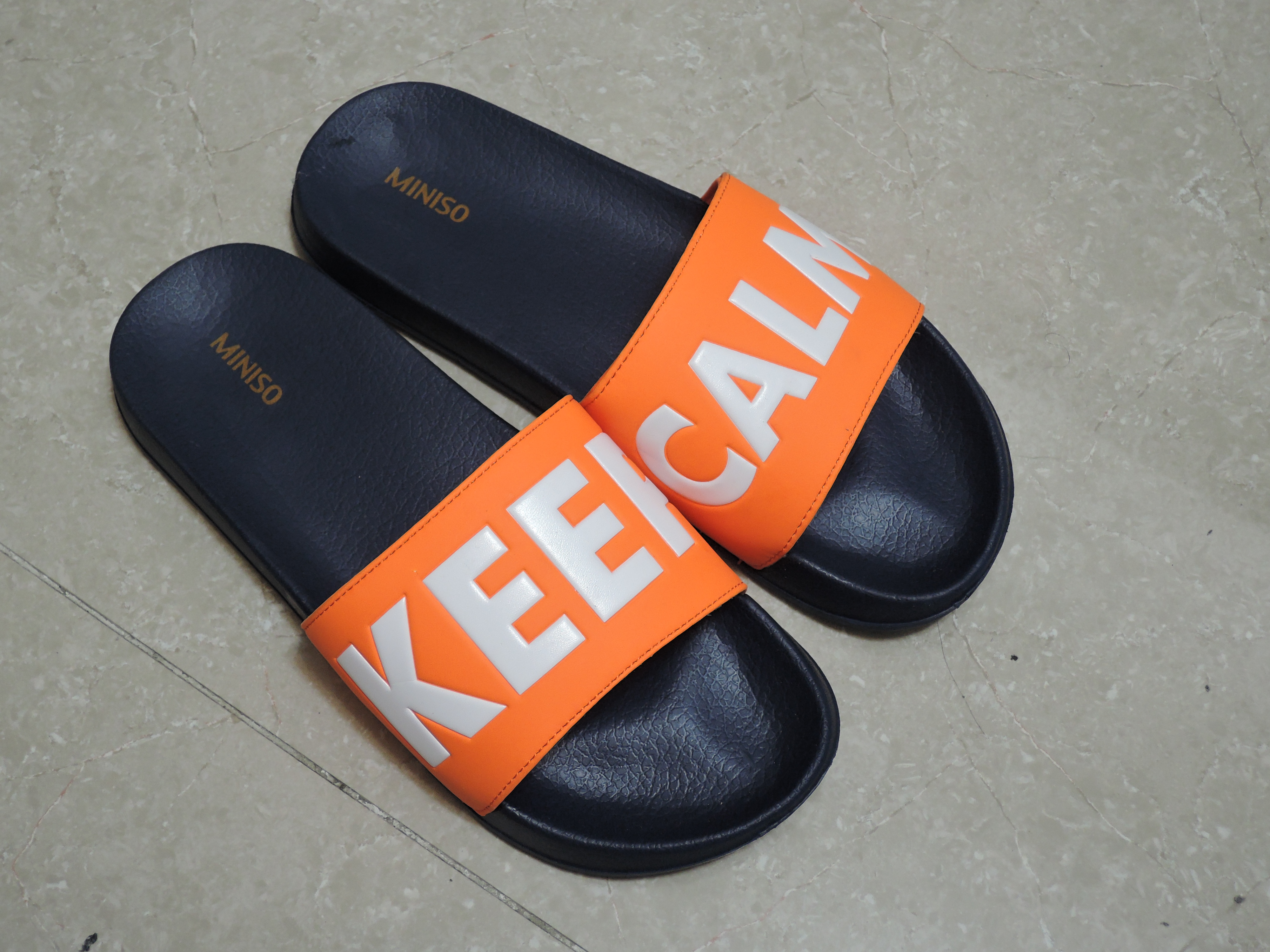
一雙拖鞋

拖鞋是鞋子的一種。鞋後跟全空，只有前面有鞋頭，多為平底。材質經常是相當輕軟的皮料、塑膠、布料、橡膠等。
拖鞋的種類依穿著的場合有所區分，例如：海灘拖鞋和浴室的拖鞋，就不會是布料製，而是塑膠材質，這是為了要防水，好清洗的緣故，鞋頭的型式也依功能設計。冬天的室內拖鞋，往往為了保暖，而使用絨毛布大面積的包覆，不使用塑膠材料。
由於近年來休閒裝的發達，一些看起來正式的拖鞋也相當流行，鞋頭可能是精緻的皮製形式。穿套相當方便，上班時如長褲褲腳夠長，能使人看不出來是一雙拖鞋，而會被視為一些休閒款式的家用鞋。
拖鞋與一些特定地區的文化也深有關係。在許多亞洲國家，進入屋內一定要更換室內拖鞋，在廁所也有專用的浴室拖鞋。而且主人與客人的拖鞋通常是有所區分的。而熱帶地區國家，在戶外穿拖鞋是相當常見的，許多在街頭工作的人們，工作裝扮也少不了一雙拖鞋。多數餐廳也不會禁止穿著拖鞋入內。某些濱海的熱門觀光景點也常見穿著拖鞋的觀光客。然而，在許多文化中正式場合穿平底拖鞋會被認為是不合禮儀的，例如：穿著拖鞋參加畢業典禮、上教堂、參觀廟宇等仍然不被接受。在泰國的玉佛寺，就明文規定參觀者不能穿沒後跟的拖鞋。有些高級餐廳、服飾店或百貨精品店，也會在店門上張貼「禁止穿拖鞋入內」的標語。而女士鞋款的涼鞋，有時也許與拖鞋類似，也就是只有鞋頭沒有後跟，但經常是有高跟而非平底的，此時不會稱為拖鞋，而都簡稱為高跟鞋或是涼鞋，亦可以稱為高跟拖鞋。
以安全論，拖鞋的穿著場合也必須要有所限制，例如穿拖鞋開車、快跑都有很高的危險性。
香港較為人熟知的有繡花拖這類室內拖鞋。

## 拖鞋起源
流行的说法，谓拖鞋起源于日本明治时代。其实拖鞋更早起源于印度。南宋时出仕广西的官员周去非，就记载当地交阯人穿的两种皮拖鞋：一种是以皮为底，中间有一个一寸长头带骨朵的小柱，用脚趾夹住行走，另一种以十字红皮安置在皮底上，以足穿入而行走。又说这些皮拖鞋的形状，就和当时画中罗汉脚穿的一模一样。周去非还描写印度南部故临国人穿的红拖鞋，和画中罗汉所穿的一样。

## 有毒物質
多個調查指廉價塑膠拖鞋（氣味濃烈的尤甚）含重金屬（如鉛）、塑化劑（如鄰苯二甲酸酯）等有毒物質的情況頗為普遍，部分樣本更超標數百倍，毒物可經呼吸或皮膚等途徑進入人體，可以致癌、傷肝損腎、令孕婦誕畸胎、兒童性早熟、記憶力衰退、影響兒童智力發展及影響生殖能力（如精子質量）等等。